# Konstanta wersyfikacyjna
Konstanta wersyfikacyjna – cecha językowa, uznana za podstawową dla jakiegoś systemu wersyfikacyjnego. W systemie sylabicznym konstantami są liczba sylab w wersie i miejsce położenia średniówki, jak również paroksytoniczna postać klauzuli. W systemie sylabotonicznym konstantą jest realizowane, mniej lub bardziej dokładnie, metrum. W tonizmie konstantą jest liczba akcentów w kolejnych wersach. Wreszcie w wierszu iloczasowym konstantą jest zasada wymienności stóp, opierająca się na regule izochronizmu, czyli tej samej liczby jednostek iloczasowych - mor. Konstantą może być też użycie środków instrumentacji głoskowej, rymu lub aliteracji. W świetle teorii Adama Kulawika podstawową konstantą każdego rodzaju wiersza jest użycie pauzy wyodrębniającej wers, będący podstawową jednostką utworu wierszowanego. To, co jest konstantą w jednym systemie wersyfikacyjnym, w drugim już może nią nie być. Ewolucja wersyfikacji polega na rezygnacji ze starych konstant i przyjmowaniu nowych.